# Stefano Infessura
Stefano Infessura (* um 1440 in Rom; † 1499 oder 1500 ebenda) war ein italienischer Jurist, Magistratsbeamter und Chronist in der Zeit der Renaissance.
Infessuras Geburtsdatum ist unbelegt. Sein Todesdatum lässt sich dadurch in etwa bestimmen, dass am 2. Januar 1500 zwei seiner Söhne eine ewige wöchentliche Totenmesse in der Nikolauskapelle der Kirche Santa Maria in Via Lata bestellten. Das lässt darauf schließen, dass Infessura Ende Dezember 1499 oder Anfang Januar 1500 starb.
Infessura stammte aus einer bürgerlichen römischen Familie und war verschwägert mit der Familie de Fredi, die später im Zusammenhang mit der Auffindung der Laokoongruppe 1506 bekannt wurden.
Nach dem Studium der Rechtswissenschaften wurde er kommunaler Beamter Podestà (1478) in Orte, einer kleinen Stadt etwa 80 Kilometer nördlich von Rom. 1481 wurde er Lektor der Jurisprudenz an der Universität in Rom.
Seine erste Signatur als Senatsschreiber (scribasenato) ist überliefert auf einer Urkunde vom Januar 1487. Dieses wichtige und umfangreiche römische Amt führte auch dazu, dass er Zugang zu glaubwürdigen und offiziellen Quellen erhielt.
Infessura beginnt sein Diario della città di Roma (Diarium urbis Romae) 1303 mit dem Tode Papst Bonifaz VIII. (authentischer Anfang, der heutige Anfang des Diario beginnt bereits 1294 mit der Wahl dieses Papstes, dieser Teil wurde allerdings später eingefügt). Es beschreibt die Ereignisse in Rom bis zum 26. April 1494, insbesondere die Pontifikate von Paul II., Sixtus IV., Innozenz VIII. und den Anfang des Pontifikats Alexanders VI. samt allen dazugehörigen Skandalen und jenen Geschichten, die ein offizielles Geschichtswerk nicht erwähnen würde.
Infessuras Schreibstil ist nicht objektiv, er verwendet häufig Hohn und Spott wie auch offene Verärgerung. Seine politische Linie ist klar antipapistisch, er ist ein radikaler Ghibelline. In seinem Diario verwendet er teilweise schlechtes Latein, teilweise Italienisch mit römischem Dialekt.
Das Diario, das einzige von ihm erhaltene Werk, ist eine reichhaltige und wichtige Quelle sowohl zur Geschichte der Renaissance und der Ereignisse in Rom zu jener Zeit als auch zum Verständnis der politischen Manöver und der Reaktion der „einfachen“ Römer darauf.
In Rom wurde eine Straße nach ihm benannt (Via Stefano Infessura).

## Ausgaben und Übersetzungen
- Oreste Tommasini (Hrsg.): Diario della città di Roma di Stefano Infessura scribasenato. Roma 1890, (= Fonti per la storia d’Italia, 5). Nachdrucke Turin 1960 und 1966 (Digitalisat)
- Hermann Hefele (Übersetzer): Stefano Infessura: Römisches Tagebuch. Diederichs, Jena 1913 (= Das Zeitalter der Renaissance, Serie 1, Band 8). Neuausgabe: Diederichs, Düsseldorf/Köln 1979, ISBN 3-424-00667-X.